# Taenaris artemides
Taenaris artemides är en fjärilsart som beskrevs av Hans Fruhstorfer 1905. Taenaris artemides ingår i släktet Taenaris och familjen praktfjärilar. Inga underarter finns listade i Catalogue of Life.